# Leaving Las Vegas
Leaving Las Vegas is een Amerikaanse romantische dramafilm uit 1995 onder regie van Mike Figgis. Deze werd genomineerd voor de Oscars voor het beste scenario, de beste regisseur, beste hoofdrolspeelster (Elisabeth Shue) en beste hoofdrolspeler (Nicolas Cage), waarvan laatstgenoemde zijn nominatie daadwerkelijk verzilverde. De film won daarnaast meer dan 25 andere filmprijzen, waaronder een Golden Globe en vier Independent Spirit Awards.

## Verhaal
De film begint met Ben die zich volledig bewust is van het feit dat hij alcoholist is en daar totaal geen weerstand tegen biedt, integendeel, hij drinkt lustig door. Zijn alcoholverslaving heeft onder meer zijn echtscheiding in de hand gewerkt en tevens daarbij het verlies van zijn zoon. Maar dat Ben geen slecht mens is komt tot uiting wanneer hij ontslagen wordt: zijn baas heeft veel moeite om hem te laten gaan.
Ben kan zich geen enkel toekomstperspectief meer voorstellen. Radeloos beslist hij om op een uiterst zonderlinge manier zelfmoord te plegen: Hij trekt naar Las Vegas, de decadente stad bij uitstek, met de bedoeling zichzelf letterlijk dood te drinken, zoveel te drinken dat zijn lichaam het begeeft.
In Las Vegas aangekomen rijdt hij bijna een prostituee aan. Deze geeft hem een preek en loopt door. Ben trekt vervolgens in in een motel. Ondertussen blijkt de prostituee, genaamd Sera, voor een pooier te werken die haar wegstuurt waarna hij zelf vermoord wordt.
De volgende dag treft Ben Sera weer. Het is duidelijk dat hij niet op zoek is naar een goedkope vorm van seksuele bevrediging maar naar gezelschap, naar een gevoel van medemenselijkheid, naar liefde. Die prostituee, Sera genaamd, blijkt min of meer hetzelfde te wensen: moe van nietsbetekenende seks tegen betaling en de onderwerping aan haar pooier zoekt ook zij naar een vorm van oprechte, tedere liefde. De twee lijken elkaar gevonden te hebben en een hechte liefdesband ontstaat tussen beiden.
De (platonische) relatie is moeilijk houdbaar. De problemen die een alcoholist veroorzaakt plus de problemen die het beroep van prostituee met zich meebrengt, zijn sowieso moeilijk maar het grootste obstakel in de relatie is de liefde zelf! Sera houdt zoveel van Ben dat ze hem niet wil verliezen en hem aldus probeert te veranderen, hem probeert te weerhouden van alcohol te drinken. Ook Ben op zijn beurt probeert Sera te weerhouden van seksueel contact met vreemde mannen. Het egoïstische karakter van het concept 'liefde' wordt hierin duidelijk. Gevolg: hun relatie loopt op de klippen.
Eens gescheiden komen ze beiden tot het besef dat de tijd die ze samen doorbrachten een leuke tijd was. Ze beseffen dat ze twee verloren zielen zijn, twee outcasts die elkaar nodig hebben, meer nog, dat hun liefde oprecht was en dat aan liefde op zich geen eisen gesteld kunnen worden. Sera gaat weer aan het werk maar wordt verkracht en mishandeld door drie studenten.
Sera wordt gebeld door Ben en treft hem op sterven na dood aan in bed. Ze bedrijven uiteindelijk voor het eerst de liefde en vlak na Bens orgasme mompelt hij het woord "wauw" en sterft. De antiheld sterft in zekere zin een heroïsche dood en Sera moet toegeven aan het tragische maar onvermijdelijke lot.

## Achtergrond
De film is gebaseerd op de gelijknamige roman van  John O'Brien die in 1994 zelfmoord pleegde, niet lang nadat hij had gehoord dat zijn boek verfilmd zou worden.
Nicholas Cage verdiepte zich een tijd in het alcoholisme. Zo ging hij twee weken lang naar het Ierse Dublin om overmatig te drinken terwijl een vriend hem filmde. Op die manier leerde hij hoe hij zich dronken gedroeg. Ook legde hij contact met alcoholisten. Hij gaf aan dat hij zich tijdens de voorbereiding prima had vermaakt. Cage stelde voor om de hele film dronken te acteren en dat hij zijn teksten dan voorgezegd zou krijgen via een oortje. De regisseur zag dit niet zitten maar de twee spraken af dat Cage één scène dronken mocht uitvoeren. Dit werd de scène waarbij Cage door het lint gaat tijdens het gokken. Cage is hier compleet dronken en het acteerwerk is geïmproviseerd. Shue voerde gesprekken met prostituees in Las Vegas.
De filmcommissie van Las Vegas was bang dat de film een negatieve invloed zou hebben op het imago van de stad. Daarom werd niet alleen elke medewerking geweigerd, maar werd het de filmploeg ook extra moeilijk gemaakt om haar werk te doen. Zo was het bijvoorbeeld heel lastig scènes op straat op te nemen omdat de straat niet afgezet werd en zelfs op de stoep werd de filmploeg tegengewerkt tijdens het filmen. Alle opnames op straat moesten dus snel en in één keer goed gedaan worden. Dit maakte de film wel weer authentieker. Ook wilde geen enkel casino dat er bij hen binnen gefilmd werd. De casinoscènes werden daarom opgenomen in een casino in Laughlin dat grotendeels door bejaarden bevolkt werd waardoor de film een grimmiger sfeer kreeg dan eerst de bedoeling was.
In het boek komen het karakter en de motieven van Sera beter aan bod. De regisseur wilde dit in de film ook tot uitdrukking brengen door een scène toe te voegen waar zij met een psycholoog praat. De producer verbood hem om deze scènes te filmen aangezien het script al goedgekeurd was maar de regisseur maakte deze toch en ze kwamen ook in de film. Een ander belangrijk verschil is dat de relatie tussen Sera en Ben in het boek platonisch blijft terwijl ze aan het eind van de film de liefde bedrijven.
Om kosten te besparen werd Leaving Las Vegas opgenomen op 16mm-film. Dit type is vooral in gebruik bij arthouse-films.
Een van de (niet bij naam genoemde) barmannen in de film is Danny Huston, die daarmee zijn officiële film- en acteerdebuut maakte.

## Rolverdeling
| Acteur           | Personage            |
| ---------------- | -------------------- |
| Nicolas Cage     | Ben Sanderson        |
| Elisabeth Shue   | Sera                 |
| Julian Sands     | Yuri Butso           |
| Richard Lewis    | Peter                |
| Steven Weber     | Marc Nussbaum        |
| Emily Procter    | Debbie               |
| Valeria Golino   | Terri                |
| Thomas Kopache   | Mr. Simpson          |
| Xander Berkeley  | taxichauffeur        |
| Mariska Hargitay | de andere prostituee |
| Kim Adams        | Sheila               |